# Cemitério de Warriston

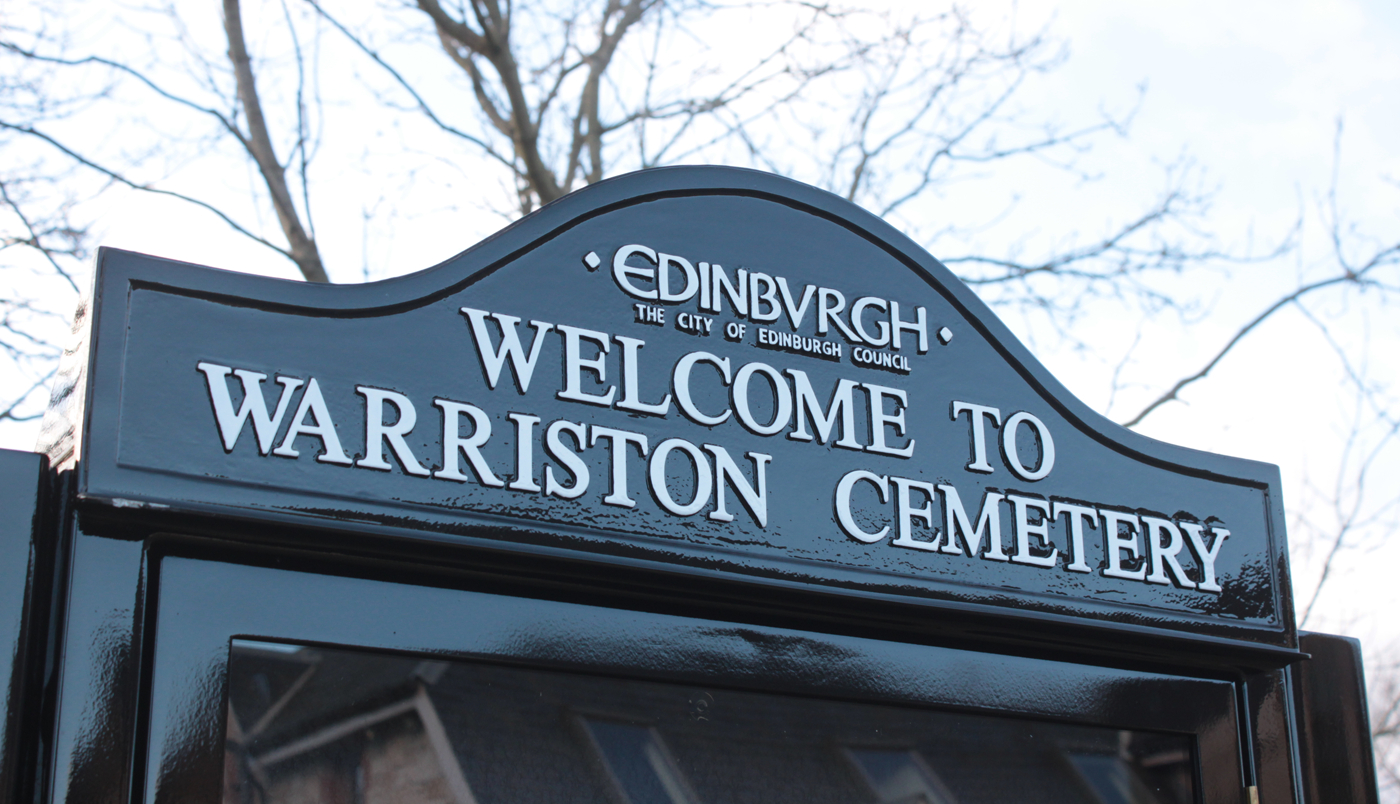
City of Edinburgh Council notice board instalado em 12 de fevereiro de 2018

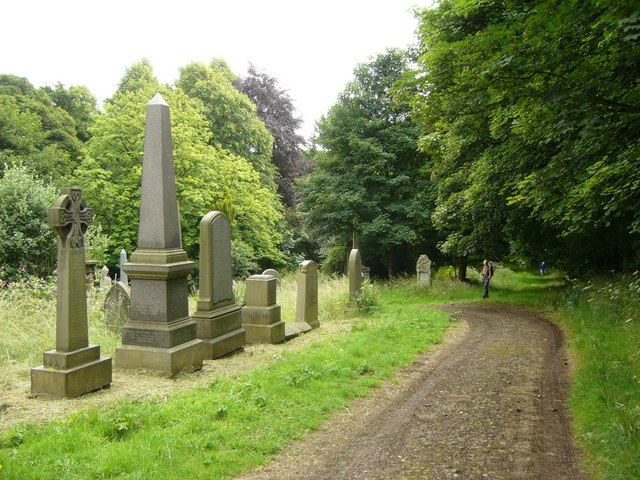
Warriston Cemetery

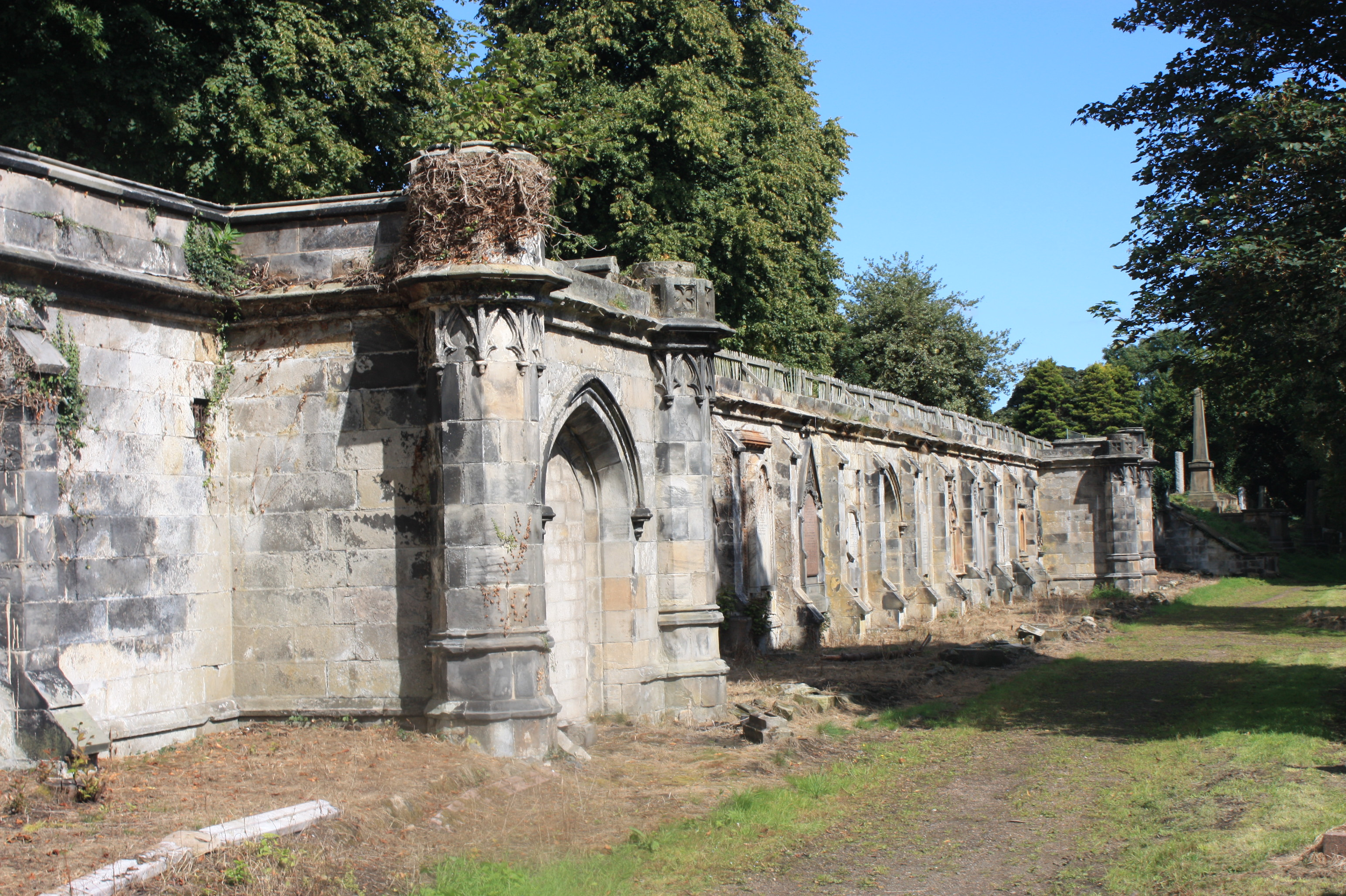
Jazigos centrais, Warriston Cemetery

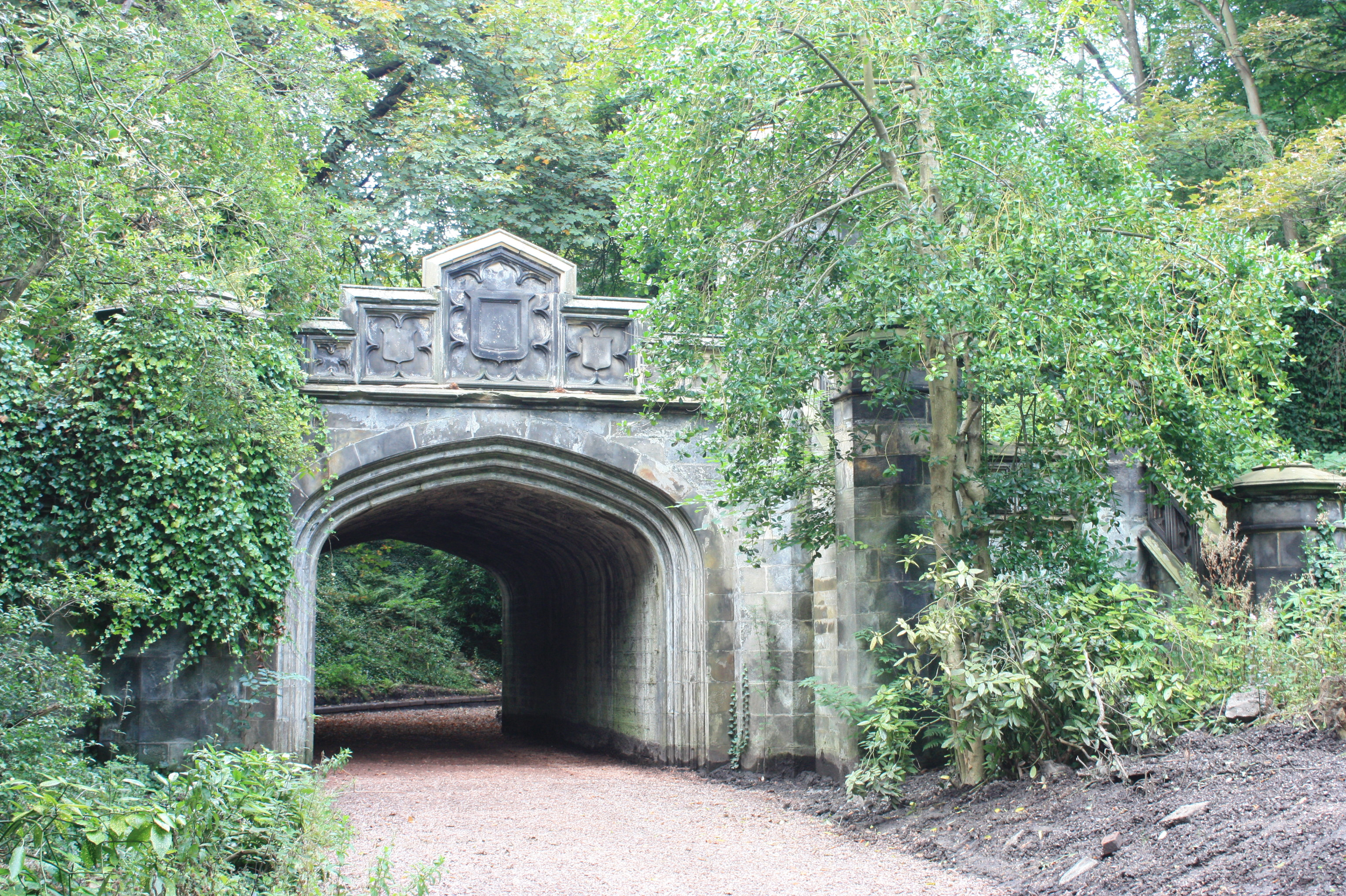
Ponte ferroviária, Warriston Cemetery

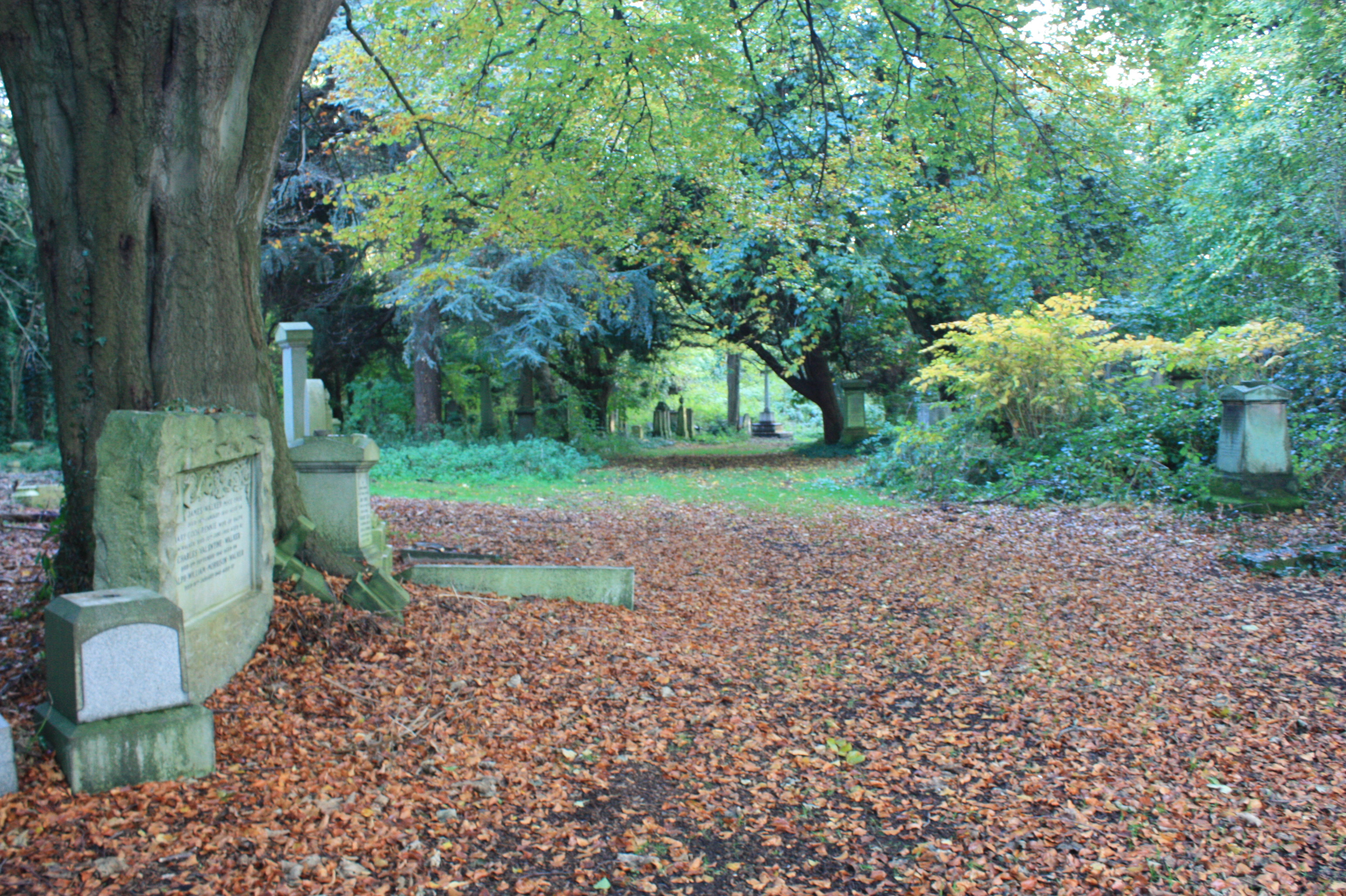
Cemitério de Warriston, vista do caminho sudoeste para o memorial de guerra

Cemitério de Warriston (em inglês:  Warriston Cemetery) é um cemitério em Warriston, um dos subúrbios ao norte de Edimburgo, Escócia. Foi construído pela então recém-formada Edinburgh Cemetery Company, e ocupa cerca de 14 acres (5,7 ha) de terra em um local levemente inclinado. Contém dezenas de milhares de sepulturas, incluindo pessoas notáveis vitorianas e eduardianas, sendo o mais eminente o médico Sir James Young Simpson.
O cemitério é protegido como um listed building Categoria A.

## História

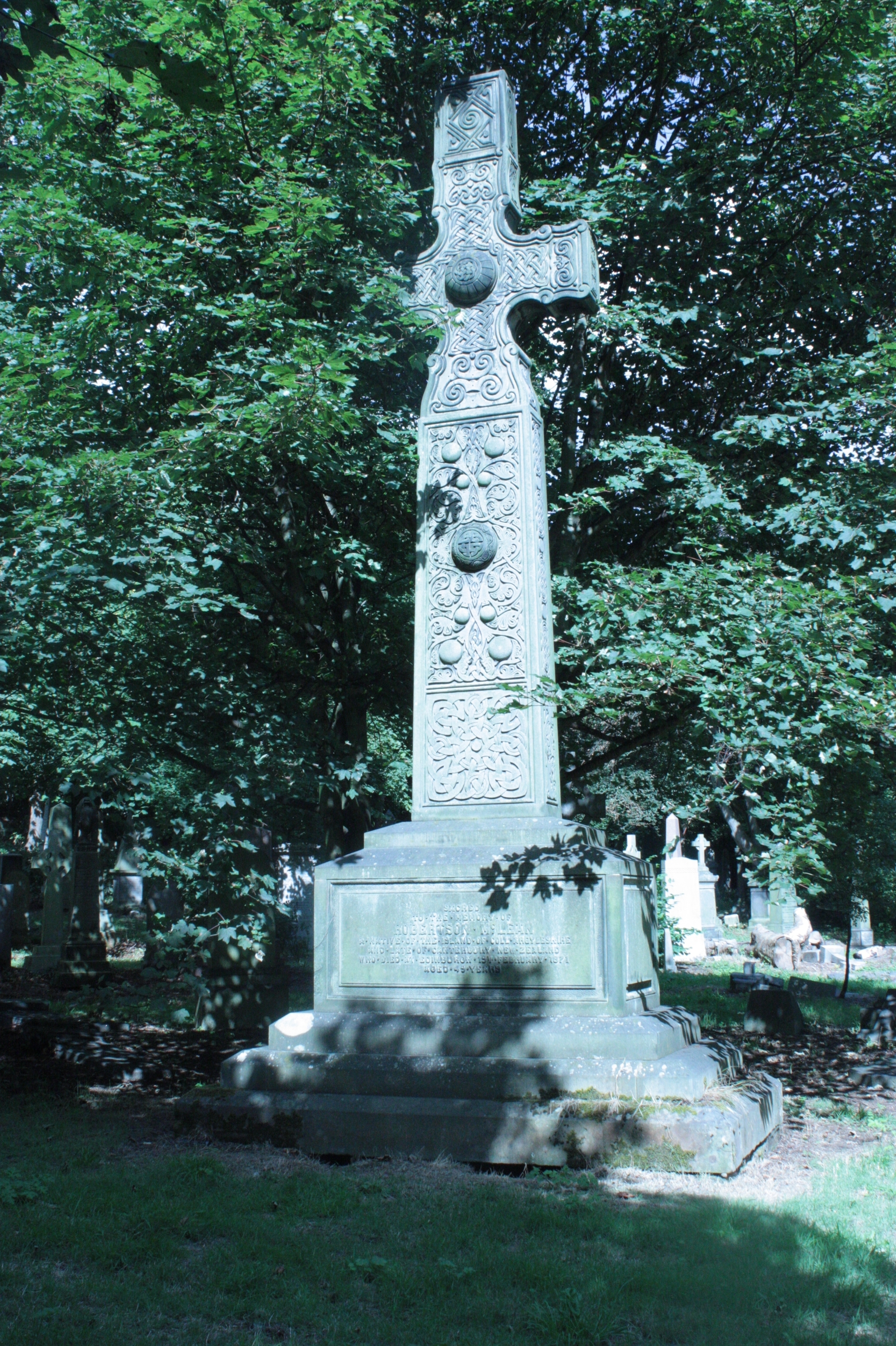
The 8 m high granite cross to Robertson McLean (1822–1871) by McGlashan (1807–1873), Warriston Cemetery

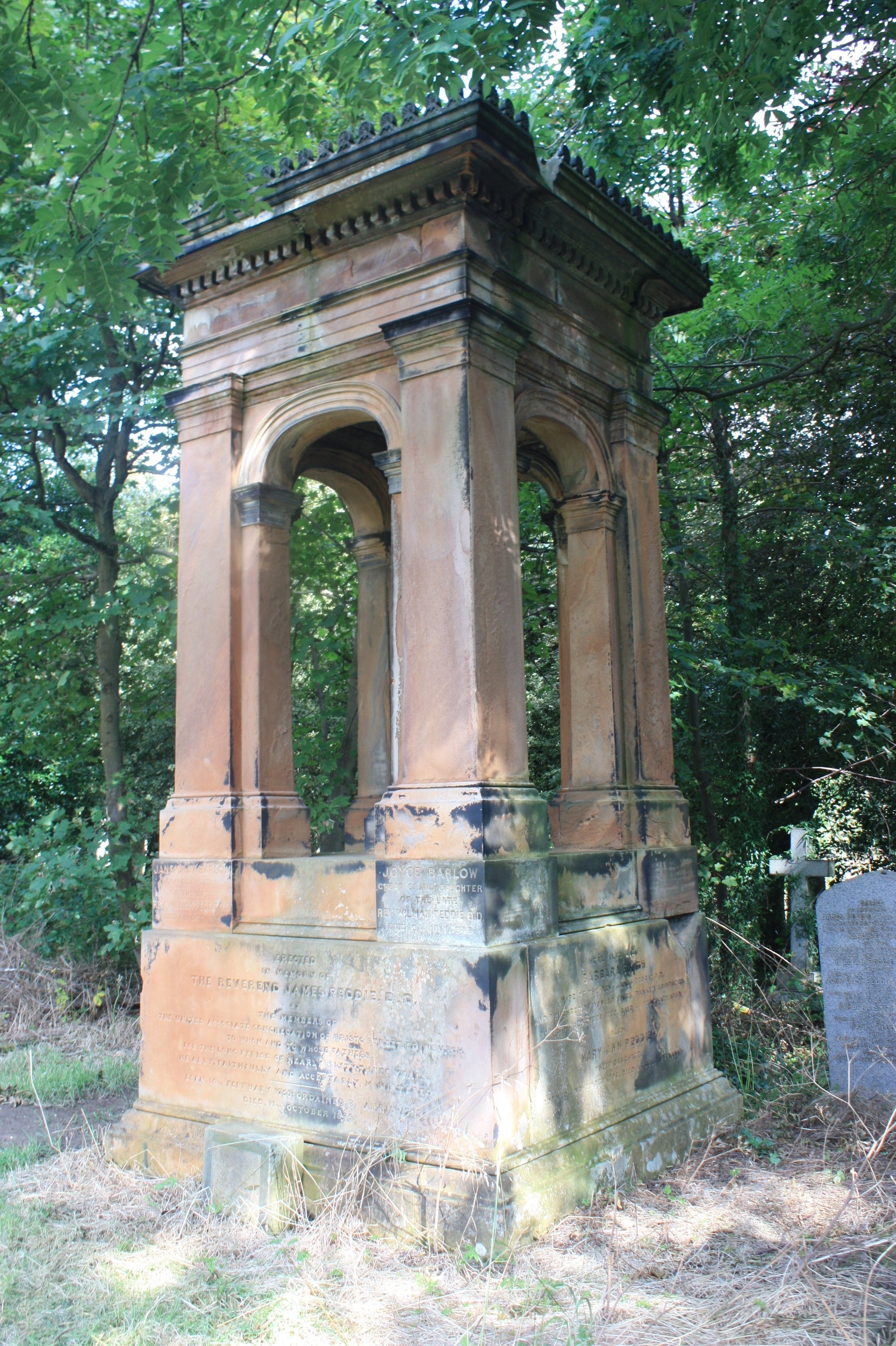
The large monument to Revs. William and James Peddie, Warriston Cemetery

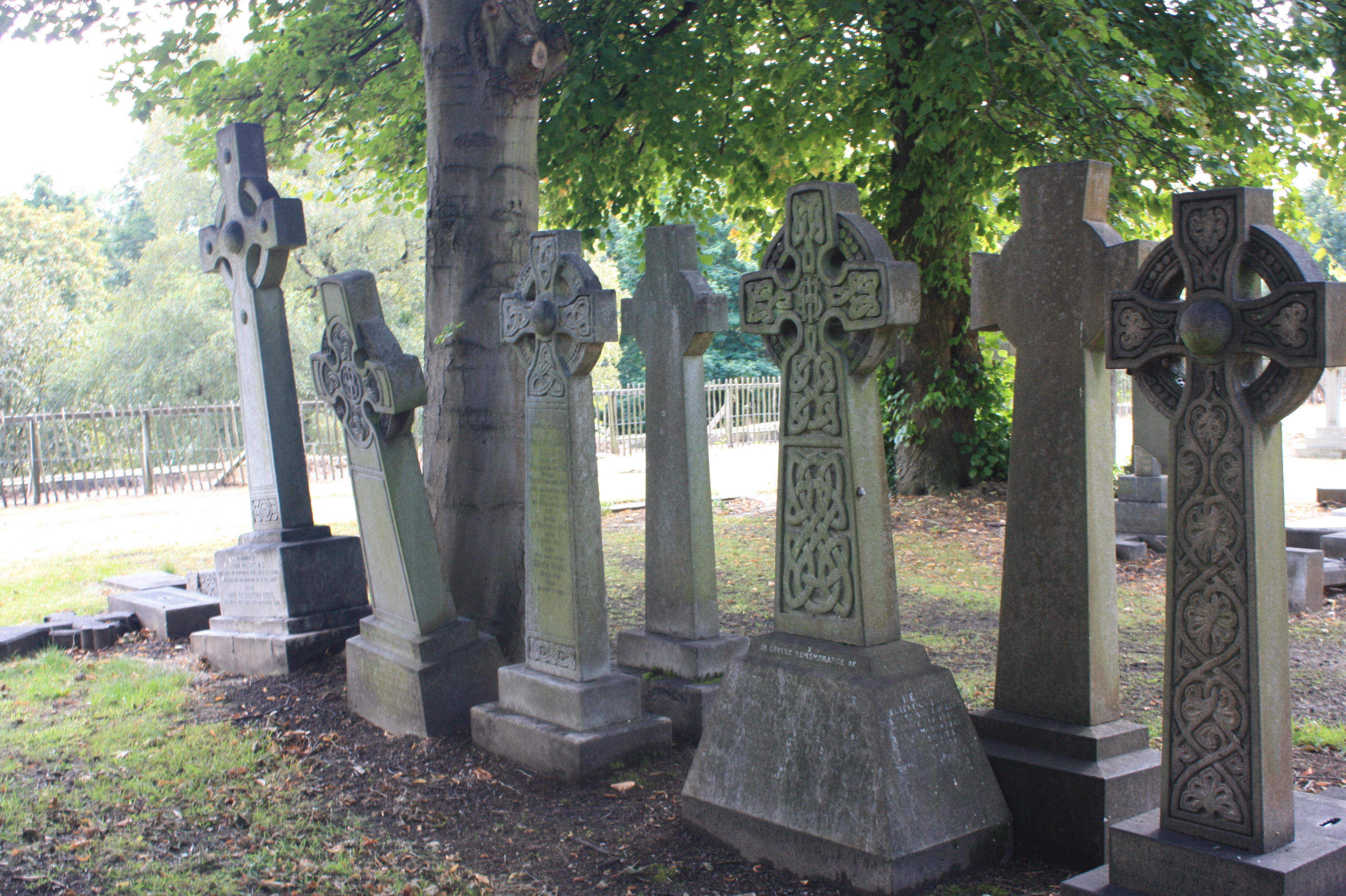
Group of Celtic crosses by McGlashen, Warriston Cemetery

Projetado em 1842 pelo arquiteto de Edimburgo David Cousin, o cemitério foi aberto em 1843: o primeiro sepultamento foi de Margaret Barker, sepultada em 3 de junho de 1843.

## Pessoas notáveis sepultadas e cremadas

### Sepultamentos

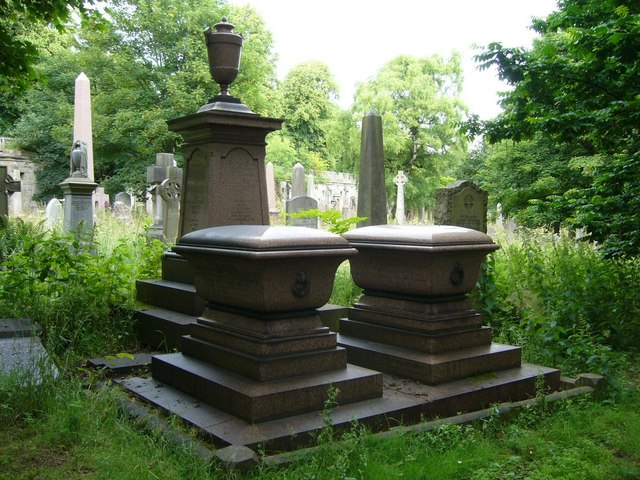
19th-century tomb of Sir William Taylour Thomson and his wife

- George Aikman (1830–1905) artist and engraver
- Joseph Anderson (antiquarian) (1832–1916) keeper of the National Museum of Antiquities, and his son David Anderson, Lord St Vigeans[2]
- Robert Rowand Anderson (1834–1921) arquiteto
- George Angus (architect) (1798–1845)
- John Hutton Balfour (1808–1884) botânico
- Dr William Beilby (1783–1849) médico
- Adam Black (1784–1874), publisher, Lord Provost and Member of Parliament for Edinburgh
- Samuel Blackburn (1813–1856) portrait artist
- Hippolyte Blanc (1844–1917), arquiteto
- William Graham Boss (1883–1927) stained glass designer
- John Crawford Brown (1805–1867) landscape artist
- William Alexander Bryson FRSE (died 1906) creator of the public electric lighting system in Leith in 1897 (one of the first in the world) - stone vandalised
- Alexander Buchan (meteorologist) (1829–1907), creator of the map-based weather forecast
- Sir John James Burnet (1857–1938), arquiteto
- William Archibald Cadell FRSE (1775–1855) historiador, matemático e proprietário da Carron Company
- James Cadenhead (1858–1927) artist
- Dr Colin Cadman (1916–1971), plant pathologist and micologista
- Robert Macfarlane Cameron (1860–1920) arquiteto
- Lorne MacLaine Campbell (1902–1991) Cruz Vitória recipiente
- Sir John Cheyne (1841–1907)
- Sir Thomas Clark (1823–1900), Lord Provost of Edinburgh (1865–1888)The Red Lady tomb, Mary Ann Robertson (1826–58), Warriston Cemetery

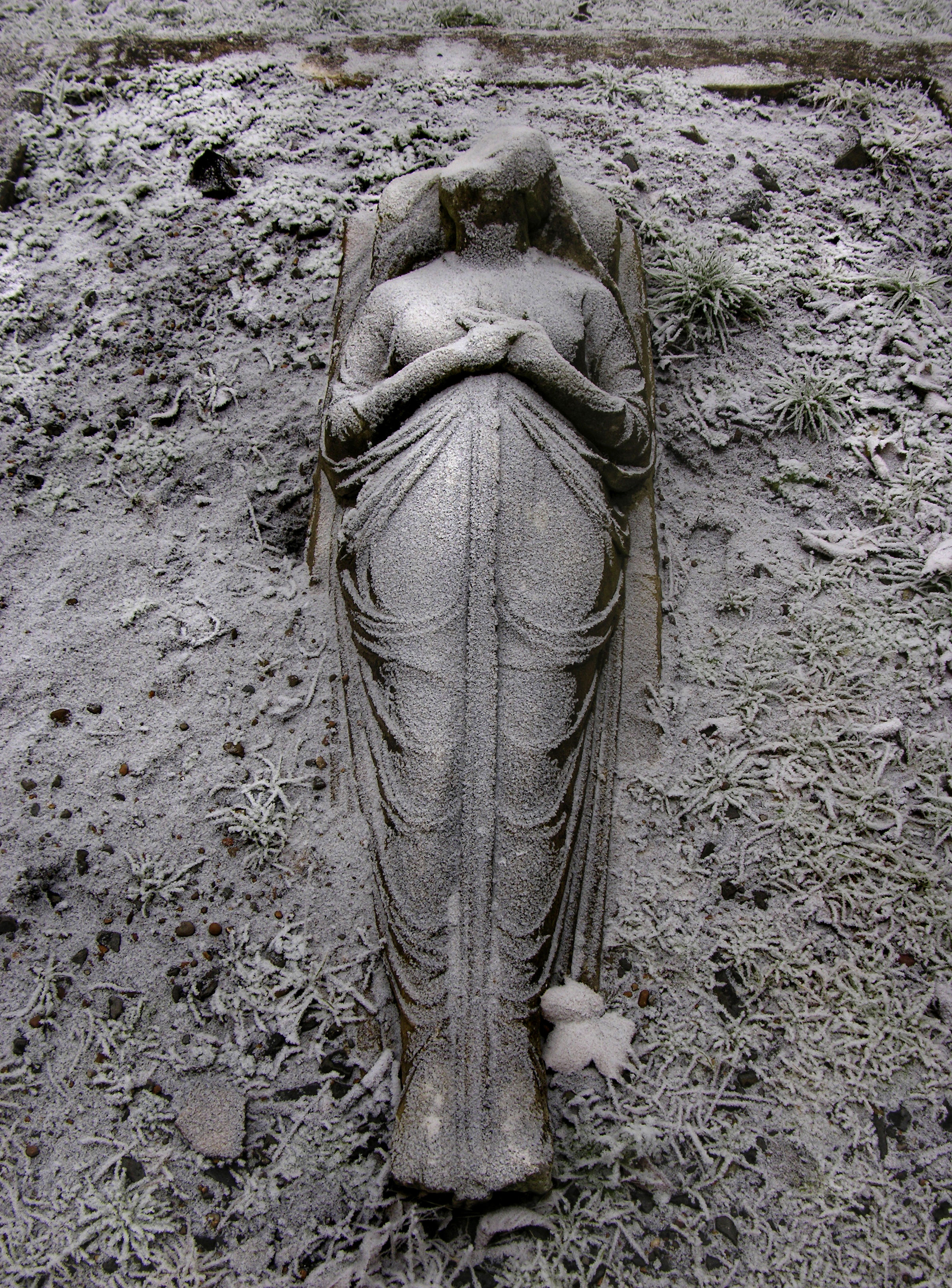
The Red Lady tomb, Mary Ann Robertson (1826–58), Warriston Cemetery

- Prof Arthur Connell (1794–1863), FRSE
- Alexander Hunter Crawford (1865–1945) arquiteto
- Mary Crudelius (1839-1877) early campaigner for female education
- John Cumming (artist) (1824–1908) pai de William Skeoch Cumming
- John Cunningham (architect) (1799–1873)
- James Currie (shipowner) (1863–1930), proprietário da Currie Line
- Commodore James Dalgleish (1891–1964)
- Sir David Deas (1807–1876), médico naval, com seu filho arquiteto, Francis William Deas (1862–1951)
- George Deas, Lord Deas (1804–1887)
- William H. Dowbiggin (1780–1848) veteran of the Battle of Waterloo, son-in-law of William Maule, 1st Baron Panmure
- Sir David Dumbreck (1805–1876) memorial only
- John Gillison Dunbar (1874–1958) creator of Dunbar's lemonade
- Thomas Duncan (painter) (1807–1845)
- David Dundas, Lord Dundas (1854–1922) law lord
- Robert William Dundas, MC, Legion of Honour, (1881–1928) military hero and solicitor, co-founder of Dundas & Wilson
- Elizabeth Marianne Erskine (1871–1942) early female cirurgiã
- David Taylor Fish FRHA (1824–1901) botânico and author
- William Flockhart (1809–1871) chemist, joint founder of Duncan Flockhart & Co
- Robert Gavin (1827–1883) artist
- Robert Gibb (1845–1932), artist, most remembered for the painting The Thin Red Line (unmarked grave)
- Robert Fleming Gourlay (1778–1863) político escocês-canadense
- Frederick Richard Graham-Yooll (died 1931) inventor
- Andrew Grant (MP) (1830–1924) político liberal
- Very Rev James Grant DD FRSE (1800–1890) Director of Scottish Widows 1840 to 1890 and Moderator of the General Assembly of the Church of Scotland in 1854, father of above Andrew Grant
- Prof John Russell Greig FRSE (1889-1963) veterinarian and creator of "clean milk"
- Sir Louis Stewart Gumley (1870–1941), Lord Provost of Edinburgh 1935–38
- Samuel Halkett (1814–1877) librarian and author
- Sir George Harrison (1812–1885), Lord Provost of Edinburgh 1882-5
- Sir George Harvey (1805–1876) artist.
- David Ramsay Hay (1798–1866) artist and author
- Alfred Trevor Haynes (1907-1969) President of the Faculty of Actuaries 1962-64
- Alexander Henry (1818–1894), gunsmith, First Edinburgh Rifle Volunteer, JP and Edinburgh Town Councillor
- James Howie (1845–1910) fotógrafo
- John Howkins (civil engineer) (1840–1966)
- Edith Hughes (architect) (1888–1971) primeira arquiteta da Escócia
- William Hurst (civil engineer) (1810–1890) Scottish engineer linked to the early development of railways
- Cosmo Innes (1798–1874) judge, author and antiquarian. A member of the Edinburgh Calotype Club one of the world's first photographic societies
- Professor Robert Jameson (1774–1854), naturalist and mineralogista
- Feliks Janiewicz (1762–1848), Polish composer and violinist in exile
- James Jardine (1776–1858) engenheiro civil
- Alexander Karley RN (1785-1859) Royal Navy Commander of ships such as HMS Apollo
- Alexander Keiller (1811–1892), médico and obstetrician; introduced gynaecological teaching into the Edinburgh Medical School
- Philip Kelland (1808–1879), matemático inglês
- John Falconer King FIC FCS (1846–1919) Edinburgh city analyst
- Count Walerian Krasiński (1795–1855), Polish Calvinist politician, nationalist and historian
- Robert Scott Lauder (1803–1869), artist (monument by John Hutchison)
- James Eckford Lauder (1811–1869), artist, buried with his older brother Robert Scott Lauder
- Rev Prof Alexander Lawson DD (1852–1921) professor of English Literature at St Andrews University
- Thomas Livingstone Learmonth (1818-1903) político da Tasmânia, nephew of John Learmonth
- Charles Lees RSA (1800–1880) artist
- John Allan Lindsay (1865–1942) the final Provost of Leith 1917–1920
- Hilda Lockhart Lorimer (1873–1954) classical scholar, and her brother John Gordon Lorimer (1870-1914)
- Professor David Low (1786–1859), agriculturalist
- Charles Somerville MacAlester (1797–1891) - grave vandalised
- Horatio McCulloch (1806–1867), artist (monument by John Rhind)
- Very Rev Robert MacDonald (1813-1893) Moderator of the General Assembly of the Free Church of Scotland in 1882
- Robert MacFarlane, Lord Ormidale (1802–1880) law lord
- Stewart McGlashan (1807–1873) sculptor
- Gillian Maclaine (1798–1840) adventurer, memorial only - lost at sea with his family
- Sir John Lorne MacLeod (1873-1946) Lord Provost of Edinburgh 1916 to 1919
- The Very Rev John McMurtrie DD (1831–1912) Moderator of the General Assembly of the Church of Scotland in 1904
- Prof William Ramsay McNab (1844–1889), botânico (memorial on parents' grave)
- Duncan McNeill, 1st Baron Colonsay and Oronsay (1793–1874), advocate and Tory politician; Lord Justice General and Lord President of the Court of Session (1852–1867)
- Sir Richard Mackie (1851–1923) Provost of Leith, 1899 to 1908
- Very Rev Thomas Main (1813-1881) Moderator of the General Assembly of the Free Church of Scotland
- Sir James David Marwick (1826–1908)
- Very Rev Alexander Martin DD LLD (1857–1946) Principal of New College, Edinburgh
- John Menzies (1808–1879), founder of the national newsagent chain bearing his name
- Thomas Menzies (1847–1901), major shipbuilder in Leith
- Prof Thomas Hugh Milroy LLD FRSE (1869–1950) physiologist, organic chemist and Vice President of the Royal Society of Edinburgh
- Hugh Morton (1812–1878) engenheiro civil
- Claud Muirhead (1835–1910) proprietário e editor do Edinburgh Advertiser
- Charles Murray, Lord Murray (1866–1936) law lord, and his son, Keith Anderson Hope Murray (1903–1993)
- Charles Neaves, Lord Neaves (1800–1876) Scottish judge
- Patrick Neill (naturalist) (1776–1851)
- William Nicol (1770–1851), physicist and geologo
- Alexander Nicolson (1827–1893) scholar and mountaineer
- Cpt John Orr (died 1879) who fought at Waterloo
- John H. Oswald (1830–1899) landscape artist
- George Outram (1805–1856), humorist and editor of the Glasgow Herald
- Walter Gray Pattison (1829–1890) whisky distiller and blender (in "secret garden")
- Sir William Peck (1862–1925), astronomer
- Alexander Peddie (1810–1907), médico and author. and his nephew--
- John Dick Peddie (1824–1891), arquiteto
- David Bruce Peebles (1819–1892) engenheiro
- Major General Robert Pitman CB HEIC (1777-1846)
- James Pocock (1777–1857) veteran of the Battle of Waterloo
- James Pringle (1822–1886), businessman and Provost of Leith (1881–86)
- Harold Raeburn (1865–1926), mountaineer
- Richard Ramage (1834–1920) co-founder of Ramage & Ferguson shipbuilders in Leith
- Alexander Ramsay (1777–1847), arquiteto
- John Rhind (1828–1892), sculptor (also his sons William Birnie Rhind and Thomas Duncan Rhind in the same plot)
- Dr William Robertson FRSE (1818–1882), médico and statistician
- John Merry Ross LLD (1833–1883) author
- John Sheriff ARSA, artist
- John Siveright (1779–1856), of the Hudson's Bay Company
- Sir James Young Simpson (1811–1870), pioneer of anaesthetics
- John Smart (landscape artist) (1838–1899)
- Alexander Smith (1829–1867), Scottish poet
- John Smith (1825–1910), cirurgião and dentist, FRSE, FRCS, founder of the Edinburgh Dental Hospital, Queen Victoria's dentist
- Malcolm Smith (Scottish politician) (1856–1935), MP plus Provost of Leith 1908–17
- Rev Walter Chalmers Smith (1824–1908) hymn-writer
- John Stevenson (1790–1831) Sir Walter Scott's "True Jock"
- Prof Charles Hunter Stewart FRSE (1854–1924) public health expert
- James Hutchison Stirling (1820–1909) philosopher
- Admiral Pringle Stoddart (1768–1848)
- Sir John Struthers (1823–1899), cirurgião and anatomist
- John Stuart (genealogist) (1813–1877)
- Captain Francis Stupart (Scots Greys), Cavalry Officer who fought in the Battle of Waterloo
- William Swan (physicist) (1818–1894) FRSE (in "secret garden") discoverer of the Swan band
- Sir William Taylour Thomson (1813–1883) military officer and diplomat (a noteworthy double sarcophagus paired with his wife)
- Thomas Jameson Torrie (died 1858), advocate, geólogo, mineralogista e botânico
- Sir John Batty Tuke (1835–1913) eminent psychiatrist
- Dr Catherine Jane Urquhart (1845–1902) early female doctor (graduated from the London School of Medicine for Women in 1892)
- George Waterston (1808–1893) stationer, founder of Waterstons Bookshop
- William Williams (1832–1900), Welsh veterinary cirurgião, principal of the Dick Vet College
- Dr Andrew Wood (1810-1881) President of the Royal College of Surgeons of Edinburgh

### Cremações

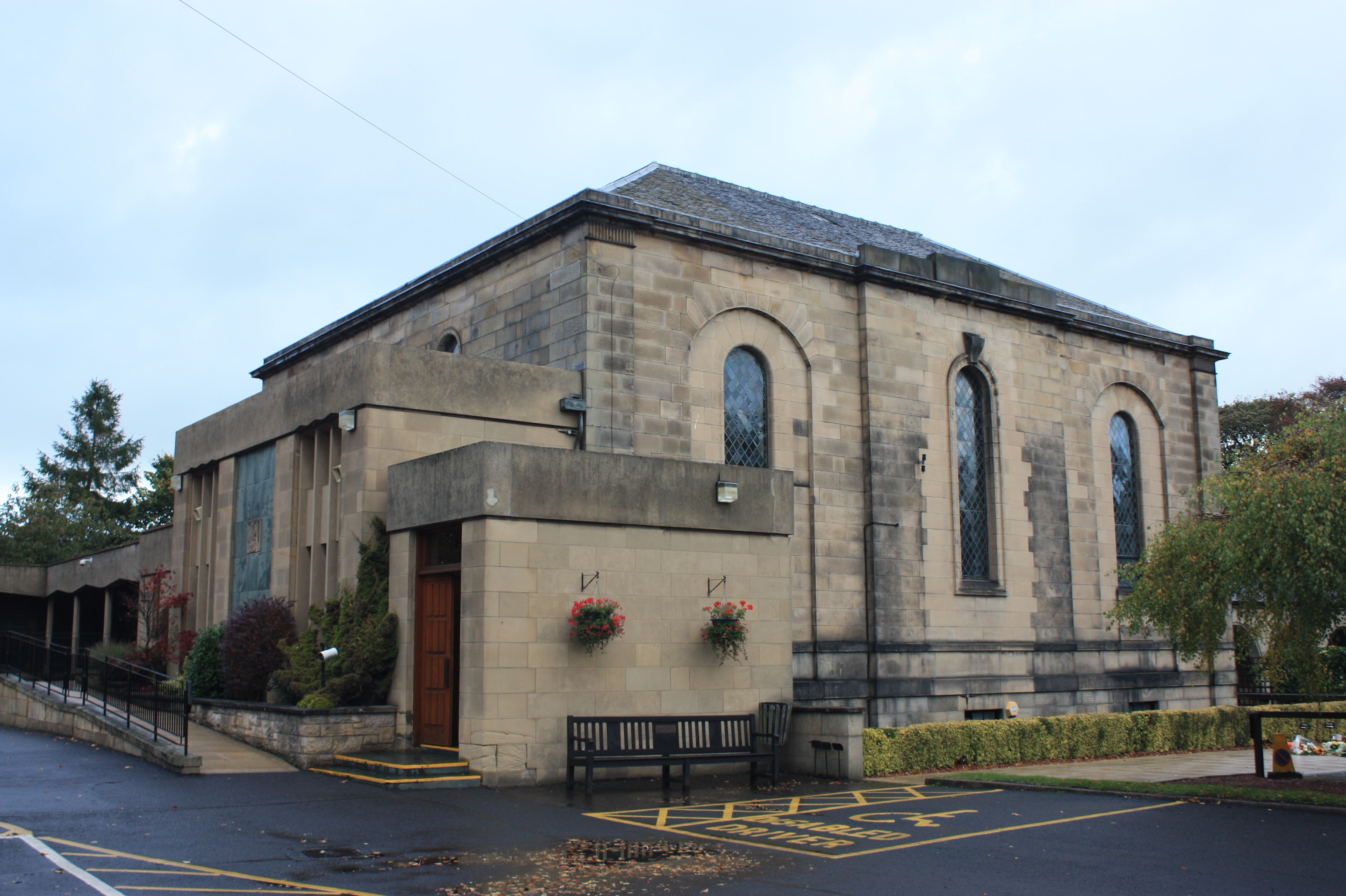
Warriston Crematorium, Edinburgh

The crematorium is on a separate site, east of the main cemetery. It has several areas of remembrance, the oldest being the oak panelled rooms in the basement. To the north there is both a Rose Garden and Water Garden  holding memorials. The Book of Remembrance is opened to the date each day, for those marking the anniversary of a death. A computerised version of the Book of Remembrance is also available, enabling other dates to be viewed.
- Alfred Adler (1870–1937), Austrian psychotherapist and founder of the school of individual psychology. Moved April 2011 to Austria[3][4]
- Sapper Adam Archibald (1879–1957), Cruz Vitória recipiente Primeira Guerra Mundial[5]
- Captain Charles George Bonner (1884–1951), Royal Navy Cruz Vitória recipiente Primeira Guerra Mundial.[6]
- Anthony Chenevix-Trench (1919–1979), Headmaster of Eton and Fettes Colleges
- Brigadier Arthur Edward Cumming (1896–1971), Cruz Vitória recipiente, Malaya, World War II[5]
- Frederick Gardiner (radiologist) FRSE (1874–1933), dermatologist and x-ray pioneer/martyr
- Andrew Gilzean (1877–1957) MP
- Tom Hart (1922–1982) chairman of Hibernian Football Club
- Sir Robert Lorimer (1868–1929), arquiteto. One of the first cremations, his ashes are buried with his parents at Newburn in Fife.
- Lieutenant David Lowe MacIntyre (1895–1967), Army Cruz Vitória recipiente, Primeira Guerra Mundial[5]
- Ebenezer James MacRae (1881–1951), City Architect for Edinburgh
- Sir Frank Mears (1880–1953) arquiteto and town planner
- Don Revie (1927–1989), English footballer and manager
- Captain Henry Peel Ritchie (1879–1958), Royal Navy Cruz Vitória recipiente, East Africa, World War I[5]
- Drum-Major Walter Potter Ritchie (1892–1965), Cruz Vitória recipiente, Battle of the Somme, World War I[5]
- Prof James Lorrain Smith (1862-1931) anatomist
- Sir Charles Laing Warr (1892–1969), Minister of The High Church of St Giles, Edinburgh, and Dean of the Thistle and Chapel Royal Scotland (1926–1969)

## Sepulturas de guerra
Warriston Cemetery contains 100 graves of Commonwealth service personnel, 72 from World War I and 27 from World War II, besides a grave of a Belgian soldier.  The cemetery also contains a CWGC memorial, at the end of the columbarium, in the form of panels listing 142 Commonwealth service personnel of World War II who were cremated here.